# Niphogeton
Niphogeton es un género  de plantas herbáceas perteneciente a la familia de las apiáceas.    Comprende 24 especies descritas y de estas, solo 13 aceptadas.

## Descripción
Son hierbas perennes, caulescentes a acaules, glabras o pelosas, a veces con bases leñosas, las raíces axonomorfas. Hojas alternas, pecioladas, simples a pinnado compuestas, subcoriáceas; pecíolos envainadores. Inflorescencias en umbelas laxas, compuestas a abortivamente radiadas o incluso de pedúnculos simples; involucro e involucelo presentes y frecuentemente conspicuos; radios escasos, patentes a ascendentes, a veces abortivos o ausentes; pedicelos patentes o patente-ascendentes. Cáliz ausente; pétalos blancos, frecuentemente con una nervadura media de color diferente, oblongos a ovados, obtusos o agudos, sin un ápice inflexo más angosto; estilos cortos, el estilopodio bajo-cónico a hundido. Frutos oblongos a anchamente ovoides, comprimidos lateralmente, comprimidos en las comisuras, glabros; mericarpos subteretes; carpóforo 2-partido; costillas 5, inconspicuas a conspicuas, obtusas o agudas a angostamente alado-suberosas; vitas solitarias en los intervalos, 2 en la comisura; semilla aplanada o cóncava. 

## Distribución
Neotrópicos andinos, extendiéndose desde Costa Rica y Panamá a Perú y Bolivia.

## Taxonomía
El género fue descrito por Diederich Franz Leonhard von Schlechtendal y publicado en Linnaea 28(4): 481. 1856[1857]. La especie tipo es:	Niphogeton andicola Schltdl. 

## Especies
A continuación se brinda un listado de las especies del género Niphogeton aceptadas hasta septiembre de 2012, ordenadas alfabéticamente. Para cada una se indica el nombre binomial seguido del autor, abreviado según las convenciones y usos.
- Niphogeton azorelloides Mathias & Constance
- Niphogeton chirripoi (Suess.) Mathias & Constance
- Niphogeton colombiana Mathias & Constance
- Niphogeton dissecta (Benth.) J.F.Macbr.
- Niphogeton glaucescens (Kunth) J.F. Macbr.
- Niphogeton kalbreyeri (H.Wolff) Mathias & Constance
- Niphogeton lingula (Wedd.) Mathias & Constance
- Niphogeton magna J.F. Macbr.
- Niphogeton pusilla (Wedd.) Mathias & Constance
- Niphogeton scabra (H. Wolff) J.F. Macbr.
- Niphogeton sprucei (H. Wolff) Mathias & Constance
- Niphogeton stricta (H. Wolff) Mathias & Constance
- Niphogeton ternata (Willd. ex Schult.) Mathias & Constance